# Alex Mapelli Mozzi
Pour les articles homonymes, voir Mozzi.
Le comte Alessandro « Alex » Mapelli Mozzi (né le 7 mai 1951), est noble anglo-italien, ancien skieur alpin de l'équipe olympique britannique et depuis 2020 le beau-père de la princesse Béatrice.

## Biographie

### Origines familiales
Né en 1951 à Buenos Aires, fils unique du comte Giampaolo Mapelli Mozzi (1922–1980) et sa femme suisse, Gigliola née Stoppani (1926–2003), il passe sa jeunesse à la domaine ancestrale « Villa Mapelli Mozzi » de Sottoriva, près de Ponte San Pietro en Lombardie, ainsi qu'en Provence d'où originaire de sa grand-mère María Mercedes née Baroli (1891–1979), douairière du comte Luigi Mapelli Mozzi (1894–1948), chevalier grand-croix de la Couronne d'Italie.
D'ascendance patrilinéaire ancienne d'Alberto de Mapello conseiller de Bergame, fils d'Oberto de Mapello qui combattit en 1168 pour la défense de la Ligue lombarde contre l'empereur Frédéric Barberousse, la maison Mapelli Mozzi est fondée en 1808 lorsqu'Angela Mozzi (1790–1851), dernière de la famille noble bergamasque « Mozzi de' Capitani » (cadets de l'ancienne famille patricienne florentine), épouse le juriste Girolamo Mapelli (1785–1842).
Son fils et héritier, Alessandro Mapelli Mozzi (1815–1879) comte jure uxoris d'Ippolita Giulini di Vialba (1827–1887), est père du Dr Paolo Mapelli Mozzi (cr. comte Mapelli) qui épousa Enrica Tarsis (1866–1941), frère de Giampaolo Tarsis, 1er comte de Castel d'Agogna (cr. en 1927). 
Il porte le titre de comte, créé en 1913 pour son grand-père le Dr Paolo Mapelli Mozzi (1854–1921) en tant que comte Mapelli par lettres patentes du royaume d'Italie concéder à tous héritiers mâles, retitré en 1935 comte Mapelli Mozzi par regio decreto,.

### Carrière
De 1965 à 1969, il fréquente la Downside School en tant que pensionnaire, dirigée par les moines bénédictins de l'abbaye de Downside dans le Somerset, avant de poursuivre sa passion du sport d'hiver.
Issu d'un milieu de la société mondaine d'une double citoyenneté italo-britannique, il parle couramment l'anglais, le français, l'italien et a quelques notions de l'allemand et l'espagnol.
Membre du Ski Club de Grande-Bretagne, il répresente l'équipe olympique britannique en trois épreuves de ski alpin aux jeux Olympiques de Sapporo en 1972.
Le comte Alex Mapelli-Mozzi est ensuite conservateur et marchand international d'art, élu fellow de la Royal Society of Arts puis nommé chevalier des Arts et Lettres aussi de Malte.

### Distinctions honorifiques
- - Chevalier dans l'ordre des Arts et des Lettres;
- - Chevalier dans l'ordre souverain de Malte.

## Vie privée
Le comte Alex Mapelli-Mozzi s'est marié trois fois:
- 1978, en premières noces, avec Nikki Williams-Ellis, petite-fille de sir Robert Burrows, dont issus deux enfants :
  - Natalia (née 1981), épouse de Tod Yeomans,
  - Edoardo (né 1983), époux de la princesse Béatrice[14];
- 1988, en secondes noces, avec Margaretha l'ex-épouse de Jan Ankarcrona, née von Eckermann[15] noble poméranie suédoise, dont beau-fils :
  - Edward Ankarcrona (né 1972), époux de la lady Lucinda Savile[16];
- 1994, en troisièmes noces, avec Fiona Wilson, éleveuse de chevaux[17].

Divorcé trois fois, il habite de nos jours à Saint-Antonin-du-Var en Provence.